# Ingolfiella longipes
Ingolfiella longipes é uma espécie de crustáceo da família Ingolfiellidae.
É endémica das Bermudas.